# Человеческий вид в фантастике

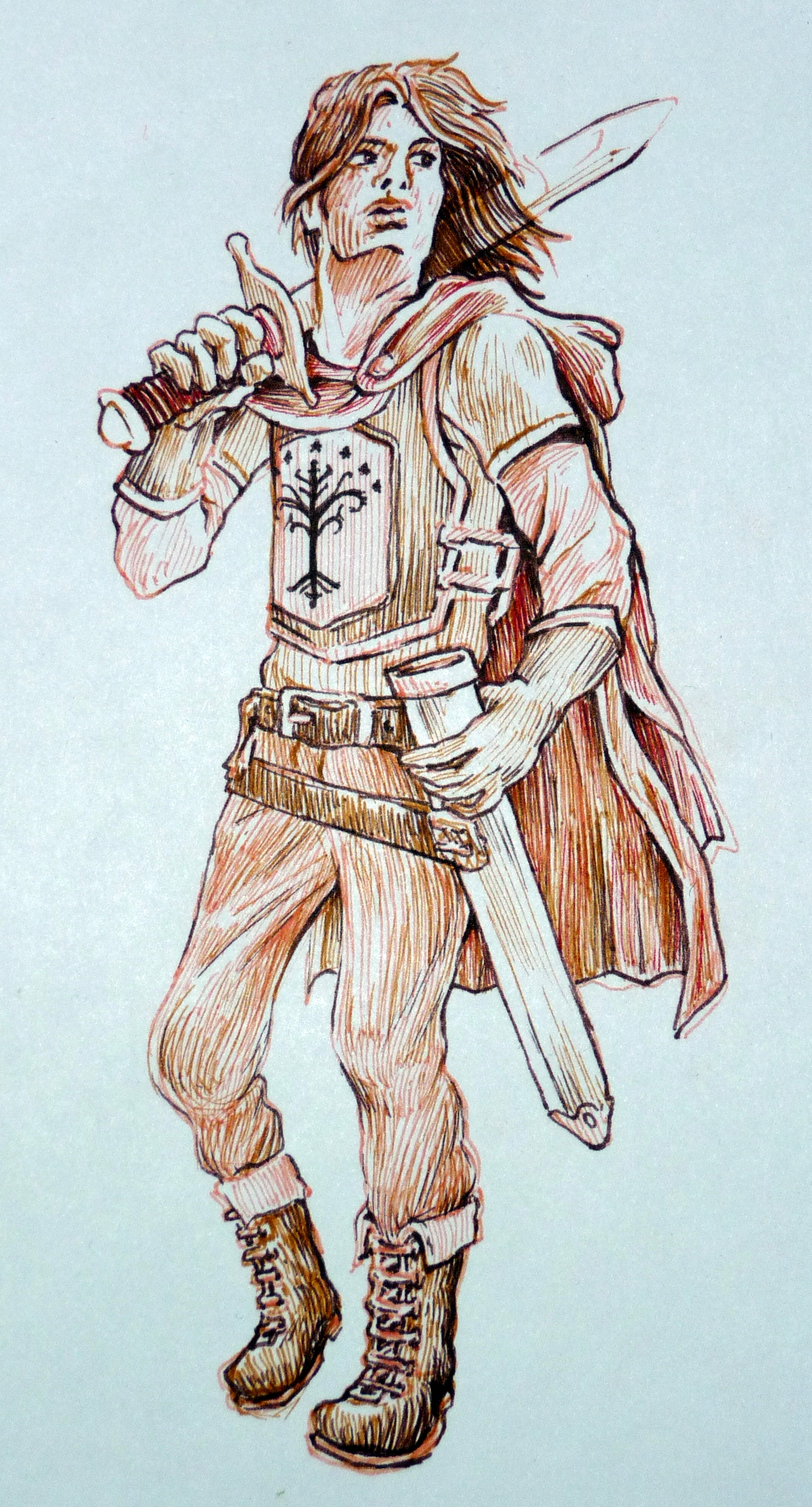
Фарамир, один из персонажей «Властелина колец» Дж. Р. Р. Толкина

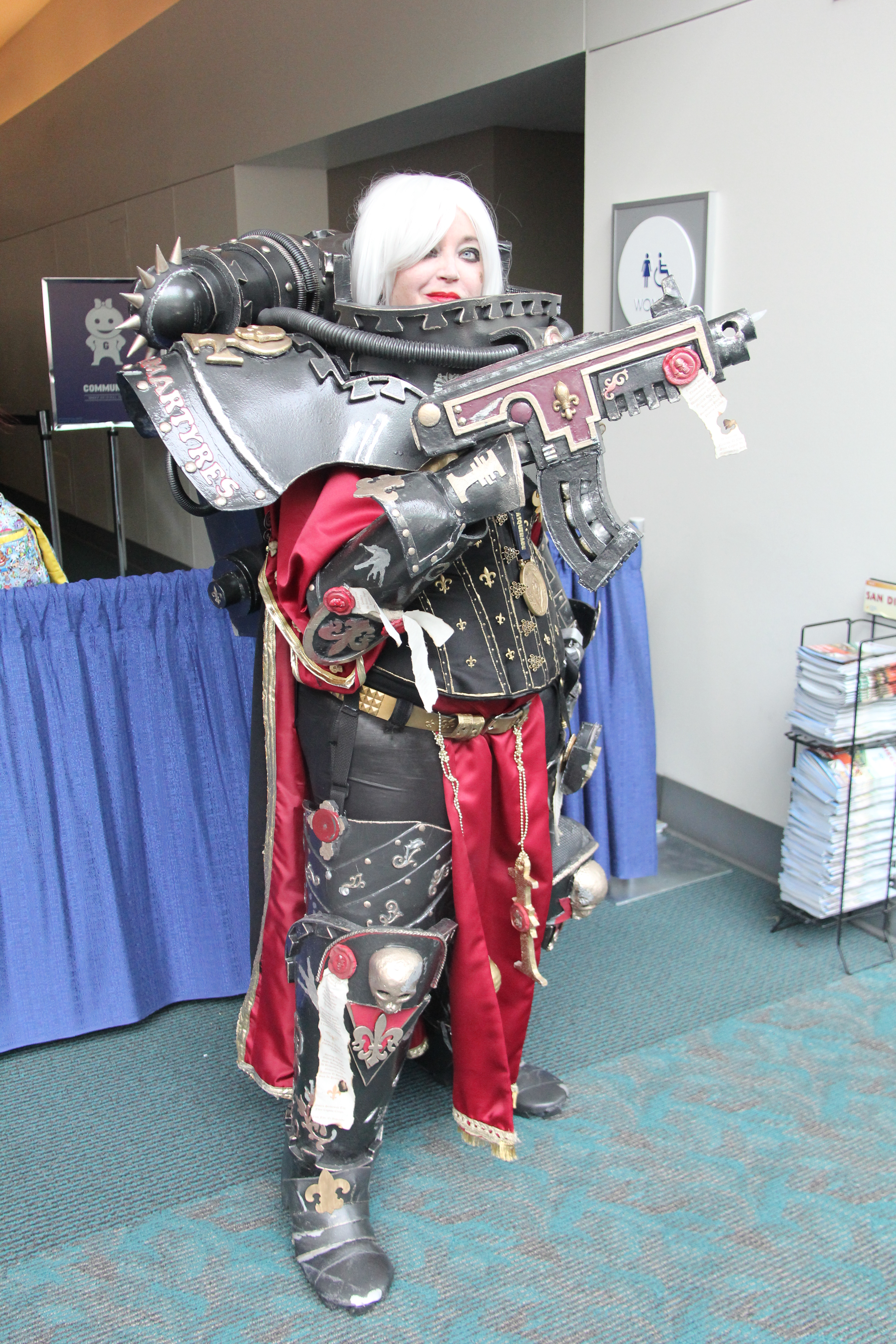
Косплей сестры Битвы из игры Warhammer 40,000

Лю́ди — самая распространённая раса (вид) разумных существ в фэнтези и космической опере, присутствующая в большинстве произведений; единственная, имеющая реальный аналог — людей (Homo sapiens).

## Обзор
В целом, люди в вымышленных мирах биологией и устройством общества соответствуют своей реальной основе. Люди как раса являются стандартом, хорошо знакомым читателю, с которым сравниваются остальные, вымышленные расы (в случае «попаданства» в вымышленном мире может и не быть собственных людей). Они являются универсальными и среднестатистическими по большинству показателей: имеют среднее телосложение и навыки, живут везде, едят всё, могут заниматься любой профессией, иметь любое мировоззрение, применять любую военную тактику. В отличие от остальных рас, которые зачастую поданы стереотипно, для людей характерно множество различающихся по культуре народов и самых разнообразных индивидуальных характеров. В фэнтези понятие рас закрепил Дж. Р. Р. Толкин; люди в его книгах о Средиземье (1954—1955) смертны, относительно недолго живут (но всё же дольше, чем реальные люди), по сравнению с другими расами слабы духом и телом, но быстро размножаются и взрослеют, упорны и авантюристичны. Во многих произведениях люди могут скрещиваться с другими разумными существами, образуя смешанные расы, например полуэльфов или полуорков.
Несмотря на общую усреднённость людских рас, встречаются произведения, где они обладают сверхспособностями по сравнению с другими расами. Например, в трилогии «Проклятые» Алана Дина Фостера (1990-е) у людей самые сильные солдаты, некоторые из них даже телепаты. Телепатами стала часть людей и в сериале «Вавилон-5» (1990-е). Зачатки способностей в «псионике» проявляют люди (терраны) в компьютерной игре StarCraft (1998). Как и представители большинства других рас в фэнтези, люди могут становиться магами, иногда способность к магии передаётся по наследству, как в серии романов о Гарри Поттере (с 1997), а иногда присуща всем людям, как в серии романов «Ксанф» Пирса Энтони (с 1977).
В «Хрониках Нарнии» К. С. Льюиса (1950-е) люди правят волшебным миром со множеством обитателей. Но такой позитивный взгляд редок, например, в романе «Планета обезьян» Пьера Буля (1963) люди порабощены разумными обезьянами, в играх «Мира Тьмы» (с 1991) низведены до роли декораций, в мире «Матрицы» (с 1999) стали батарейками для машин. В научной фантастике часто описывается эволюция людей, так в романе «Машина времени» Герберта Уэллса (1895) люди разделились на изнеженных элоев и поедающих их диких морлоков, сильные изменения с человеческой расой произошли также в будущем, показанном в сериалах «Доктор Кто» (с 1963) и «Звёздный путь: Энтерпрайз» (2000-е). В космической опере люди часто достигают успеха в торговле и дипломатии, например в играх Star Control (1990) и Master of Orion (1993), являются миротворцами, как во вселенной «Звёздного пути» (1966). Впрочем, во многих вселенных будущее людей не так мирно, например, в мире Warhammer 40,000 люди построили огромную агрессивную империю.
Во многих произведениях люди — всего лишь один из многих разумных видов. Но для ряда фэнтези характерен мотив постепенного угасания прочих рас и перехода власти над миром к людям, например у Толкина или в серии игр The Elder Scrolls (с 1994). Во вселенных Дюны Фрэнка Герберта (с 1965), Перна Энн Маккефри (с 1968), Земноморья Урсулы Ле Гуин (с 1968), игр Battletech (с 1984), «Песнь Льда и Огня» Джорджа Мартина (с 1996), люди уже доминируют, оставляя остальные расы на заднем плане.